# Tanoutamon
Tanoutamon, ou Tantamani, est le dernier pharaon de la XXVe dynastie, couronné dans le temple d'Amon du Gebel Barkal. Il est roi de Napata et pharaon de 664 à 656 av. J.-C.

## Règne

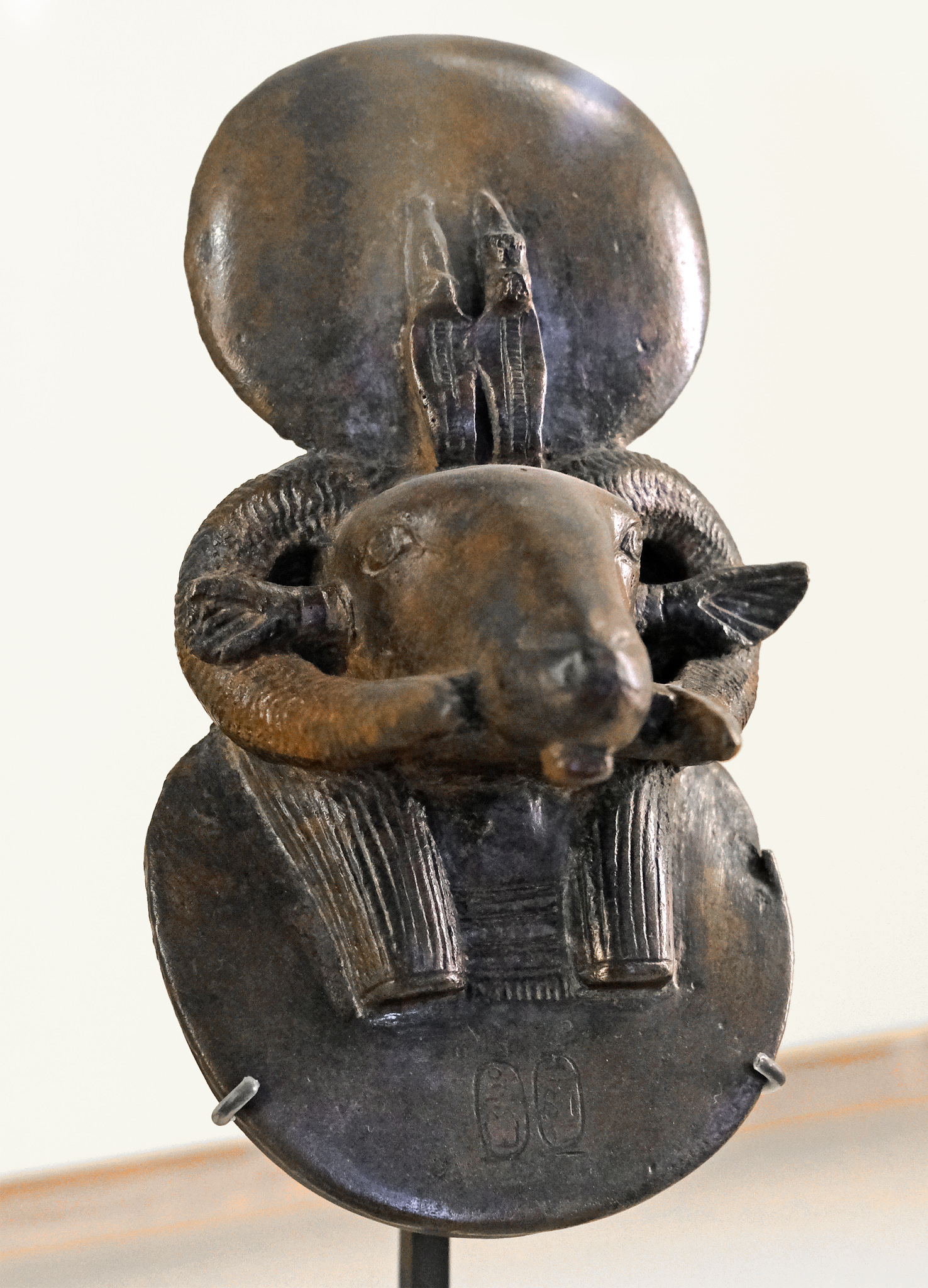
Tête d'Amon bélier inscrite au nom du roi Tanoutamon - Musée du Louvre.

### Conflit avec l'Assyrie sur le contrôle de l'Égypte
Tanoutamon commence son règne en 664 AEC sur un royaume en mauvaise posture face aux Assyriens d'Assurbanipal qui ont envahi l'Égypte et nommé Nékao Ier, roi de Saïs, comme représentant et intermédiaire privilégié des chefs du Delta. Ainsi, peu après le départ de l'armée assyrienne, Tanoutamon envahit l'Égypte dans l'espoir de rétablir sa souveraineté sur l'ensemble du territoire. Tanoutamon descend le Nil depuis la Nubie et réoccupe toute l'Égypte, y compris Memphis, où il vainc et tue Nékao Ier et le représentant des Assyriens, tandis que le fils de Nékao Ier, Psammétique Ier fuient vers l'Assyrie.
Cela conduit à un nouveau conflit avec Assurbanipal en 663 AEC. Les Assyriens, menés par Assurbanipal, reviennent en force en Égypte. Ils livrèrent une bataille rangée au nord de Memphis, près du temple d'Isis, entre le Sérapéum et Abousir. Tanoutamon est vaincu et s'enfuit en Haute-Égypte. Quarante jours après la bataille, l'armée d'Assurbanipal arrive à Thèbes. Tanoutamon avait déjà quitté la ville pour Kipkipi, un lieu qui reste incertain mais qui pourrait être Kôm Ombo, à quelque 200 km au sud de Thèbes. La ville de Thèbes est conquise, « écrasée (comme par) une tempête » et fortement pillée,. L'événement n'est pas mentionné dans les sources égyptiennes, mais il est connu par les annales assyriennes, qui rapportent que les habitants ont été déportés. Les Assyriens emportent un important butin d'or, d'argent, de pierres précieuses, de vêtements, de chevaux, d'animaux fantastiques, ainsi que deux obélisques recouverts d'électrum d'un poids de 2 500 talents (environ 75,5 tonnes),. Le sac de Thèbes a été un événement capital qui s'est répercuté dans tout le Proche-Orient ancien. Il est mentionné dans le livre de Nahum, chapitre 3, 8-10. Une prophétie du livre d'Isaïe y fait également référence.

### Fin de règne
Par la suite, Tanoutamon ne régna plus que sur la Nubie, la dernière attestation de ce roi en Égypte est datée de l'an 8 (soit 657 AEC) sur une stèle de Karnak. Après le départ de l'armée assyrienne, Psammétique Ier prend petit à petit le contrôle de l'ensemble du territoire, avec entre autres l'aide de mercenaires cariens et ioniens. En l'an 11 de son règne (soit vers 654 AEC), Psammétique Ier a pris le contrôle définitif de tout le territoire égyptien et s'est débarrassé de la tutelle assyrienne.
Tanoutamon meurt un peu après 656 AEC, peut-être vers 653 AEC, et Atlanersa, un fils de Taharqa, lui succède.

### Autonomie de Thèbes
Entre 670 et 655 AEC, les va-et-vient des armées koushite et assyrienne entraînent un vacance du pouvoir royal sur Thèbes. Ainsi, le quatrième prophète d'Amon Montouemhat et la divine adoratrice d'Amon Chepenoupet II prennent le pouvoir de facto, cette dernière est à l'origine d'un programme architecture à Thèbes mais aussi à Médamoud. 
Par exemple, en plus des chapelles de Karnak d'Osiris Nebânkh/Paoushebiad et d'Osiris Nebdjet où elle est représentée avec Taharqa, Chepenoupet II est représentée seule, c'est-à-dire sans aucune représentation ou mention d'un roi, dans les chapelles d'Osirishéryibpaished et d'Osiris Padedânkh, toutes deux également situées à Karnak. D'ailleurs, des épisodes d'une fête-Sed de Chepenoupet II sont représenté dans la chapelle d'Osiris Padedânkh.
Quant à Montouemhat, il apparaît comme un véritable prince local, arborant sur ses nombreuses statues les titres « gouverneur de la Haute-Égypte en entier », « grand supérieur du pays entier », ou encore « directeur des gouverneurs des villes ». Selon ses dires : « J'étais le gouverneur de Thèbes, la Haute-Égypte tout entière était sous mon autorité, la frontière méridionale allant jusqu'à Éléphantine, la septentrionale jusqu'à Hermopolis ». Toutefois, cette autorité sur un aussi large territoire semble plutôt honorifique, les sources assyriennes montrant que des villes comme Thinis, Hermopolis et Assiout étaient sous l'autorité de responsables locaux.

### Activités architecturales
Outre sa tombe à El-Kourrou, Tanoutamon est le commanditaire de statues colossales retrouvées au Gebel Barkal et à Doukki Gel. À Karnak, la chapelle d'Osiris-Ptah située au sud du Xe pylône est terminée au début de son règne, avec une décoration montrant à la fois Taharqa et Tanoutamon. Au temple d'Opet, une grande stèle de granite rose à son nom a également été retrouvée.

## Généalogie
Tanoutamon semble être le fils de Chabaka et Qalhata,. Les documents assyriens appellent Tanoutamon un fils de Chabaka et font référence à sa mère, Qalhata, comme étant une sœur de Taharqa. Certains égyptologues ont interprété le texte assyrien comme indiquant que Tanoutamon était un fils de Chabataka, mais il est aujourd'hui plus courant de considérer Tanoutamon comme un fils de Chabaka.
Il épouse peut-être Malaqaye (en) et ses demi-sœurs Piânkharty et Isetemkhebyt. Le fils de Taharqa, Atlanersa, lui succède mais uniquement dans sa capitale de Napata.  Ses descendants sont à l'origine des pharaons de Napata et de la civilisation méroïtique.

## Sépulture
Tanoutamon est enterré dans la nécropole royale d'El-Kourrou sous la pyramide « KU 16 ». Le tombeau de Tantamani était situé sous une pyramide, aujourd'hui disparue, sur le site d'El-Kourrou. Il n'en reste que l'entrée et les chambres, magnifiquement décorées de peintures murales.

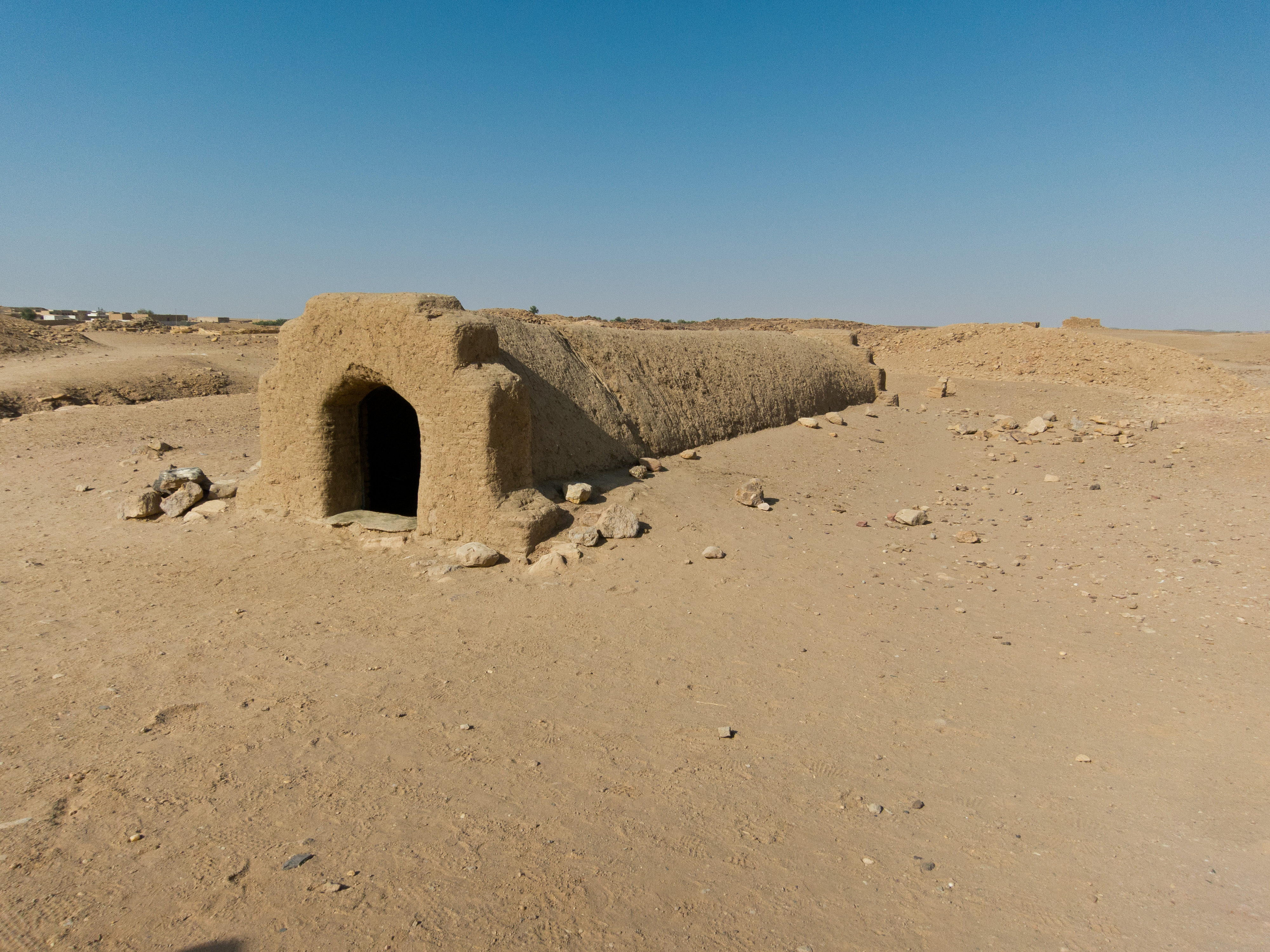
Extérieur de la tombe, sur le site d'El-Kourrou
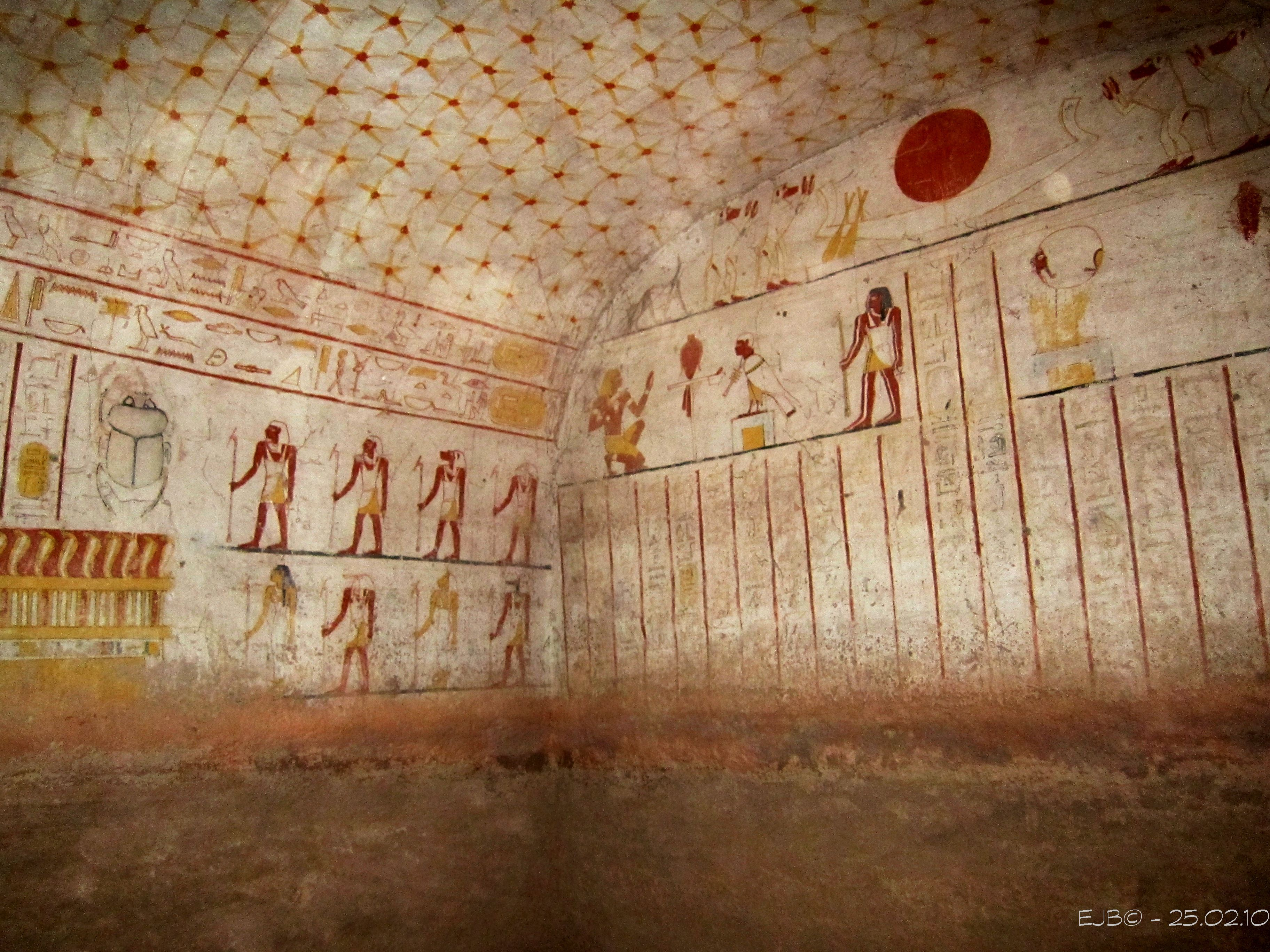
Caveau de Tanoutamon
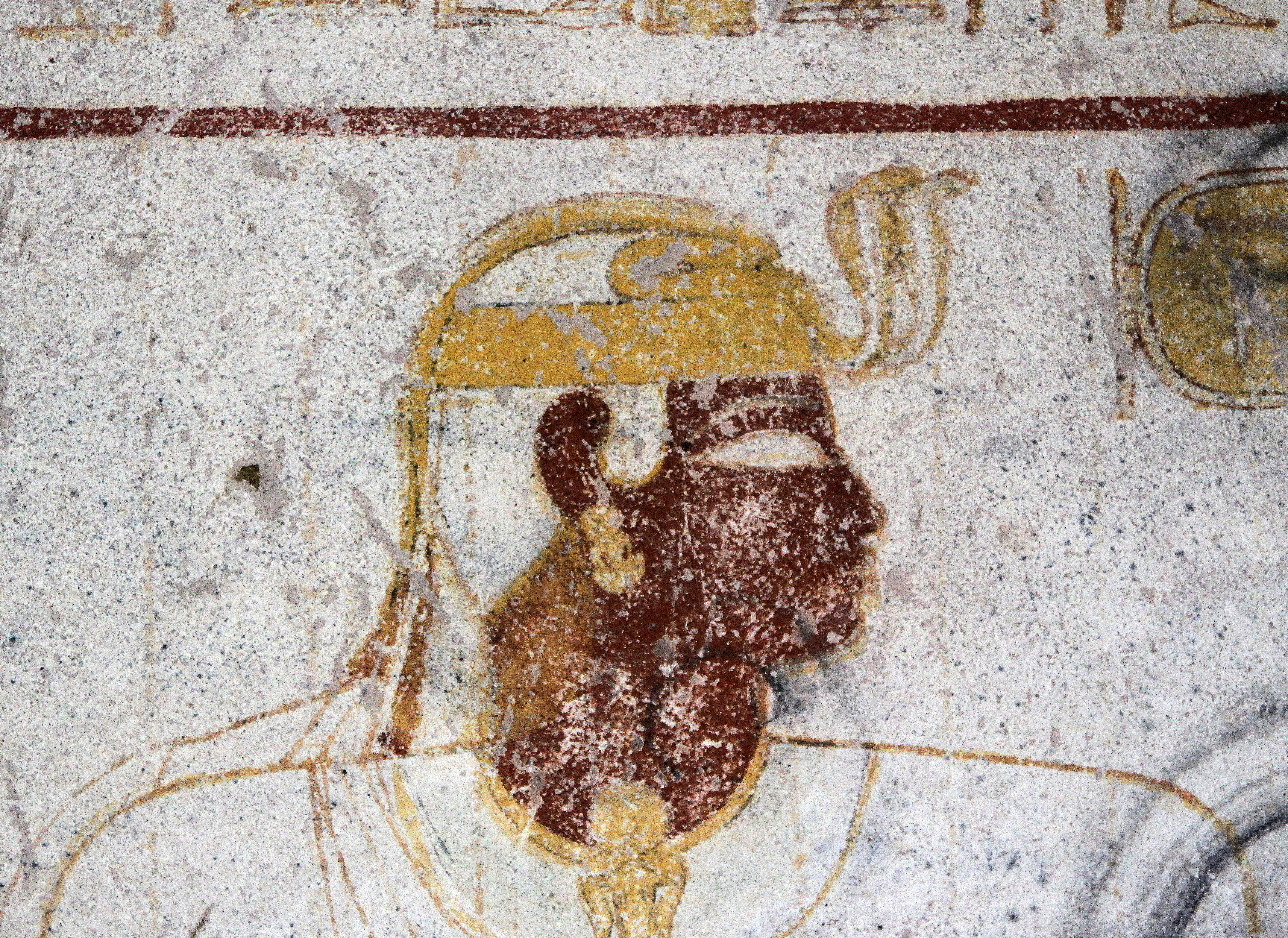
Portrait de Tanoutamon
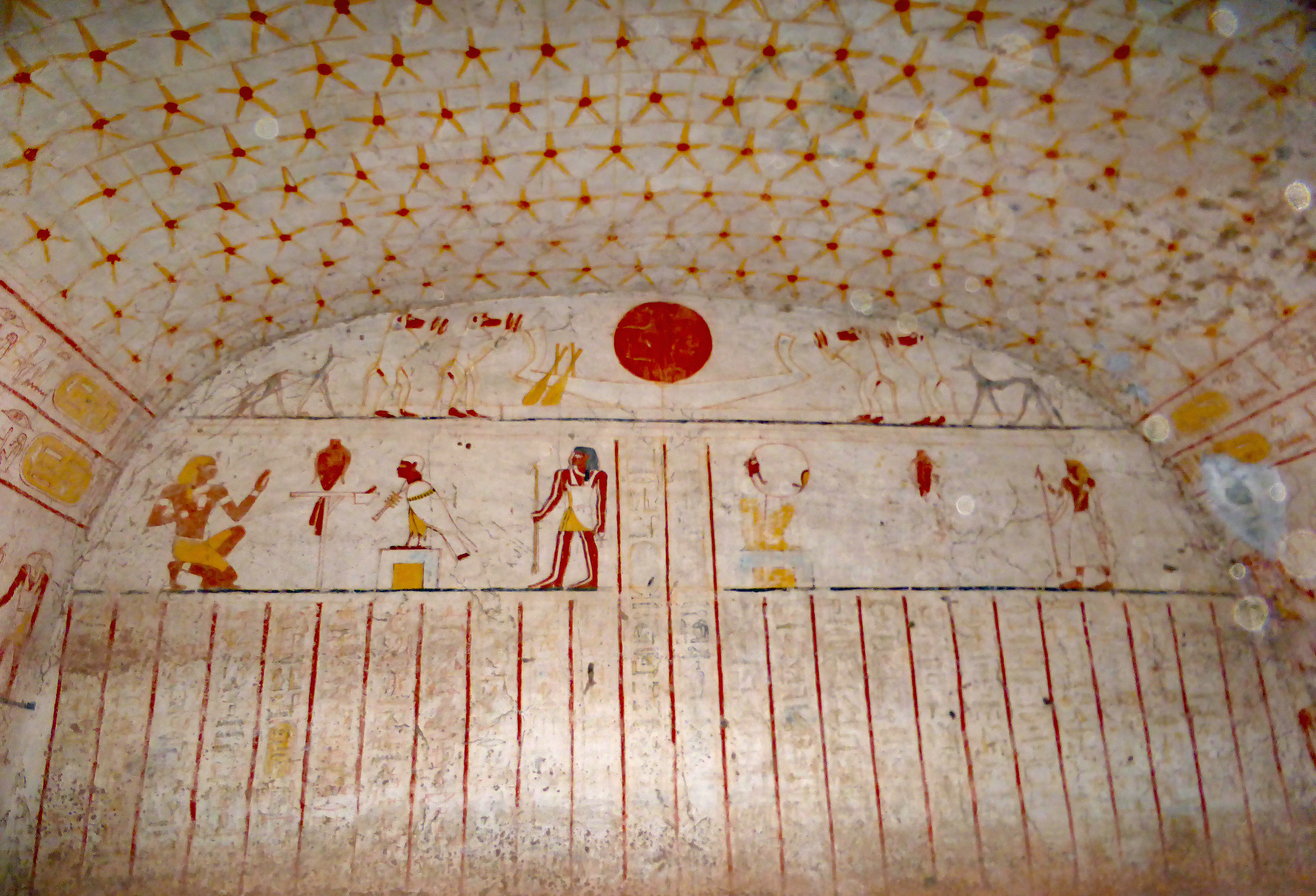
Caveau de Tanoutamon
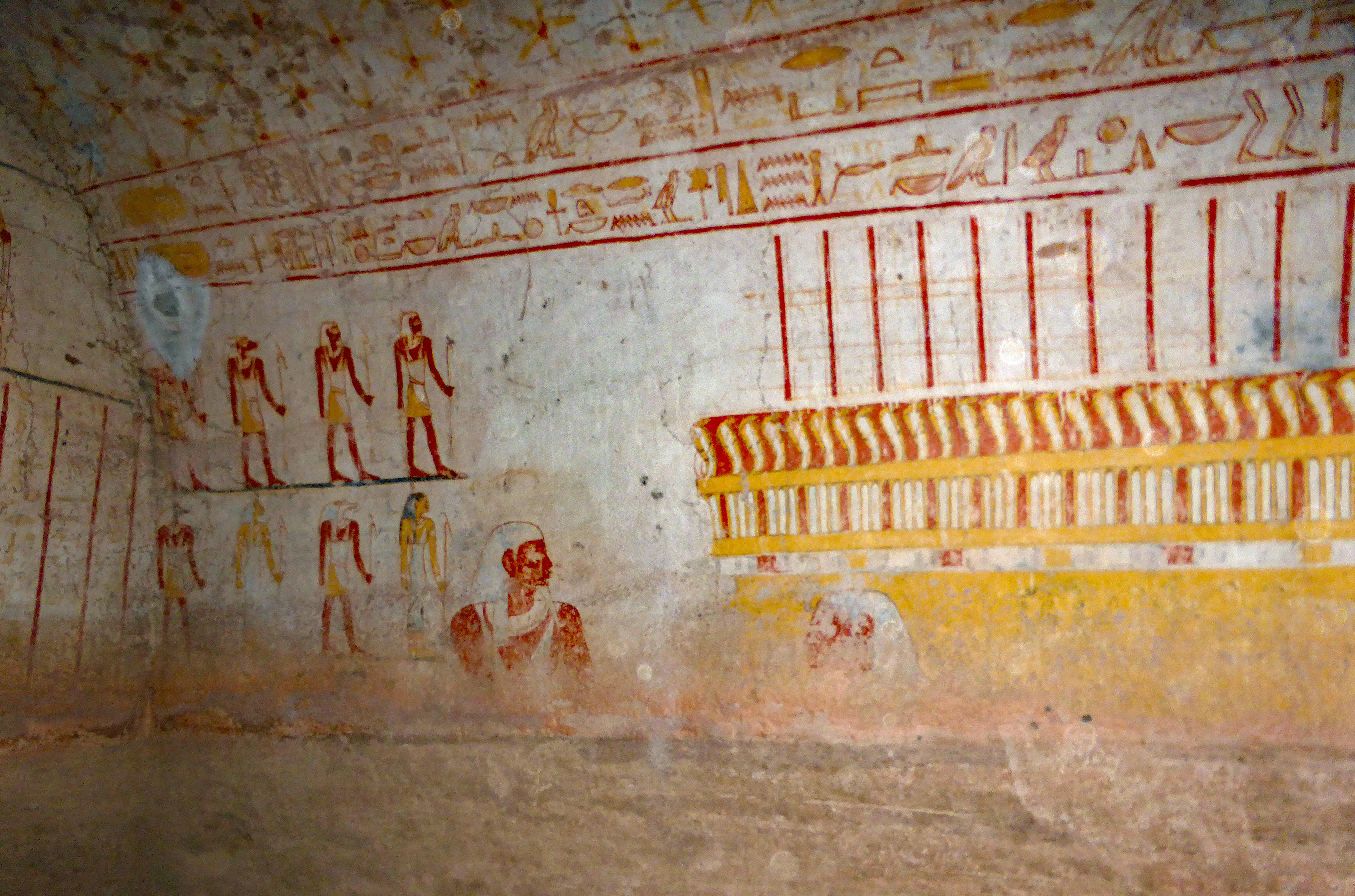
Tombe of Tanoutamon
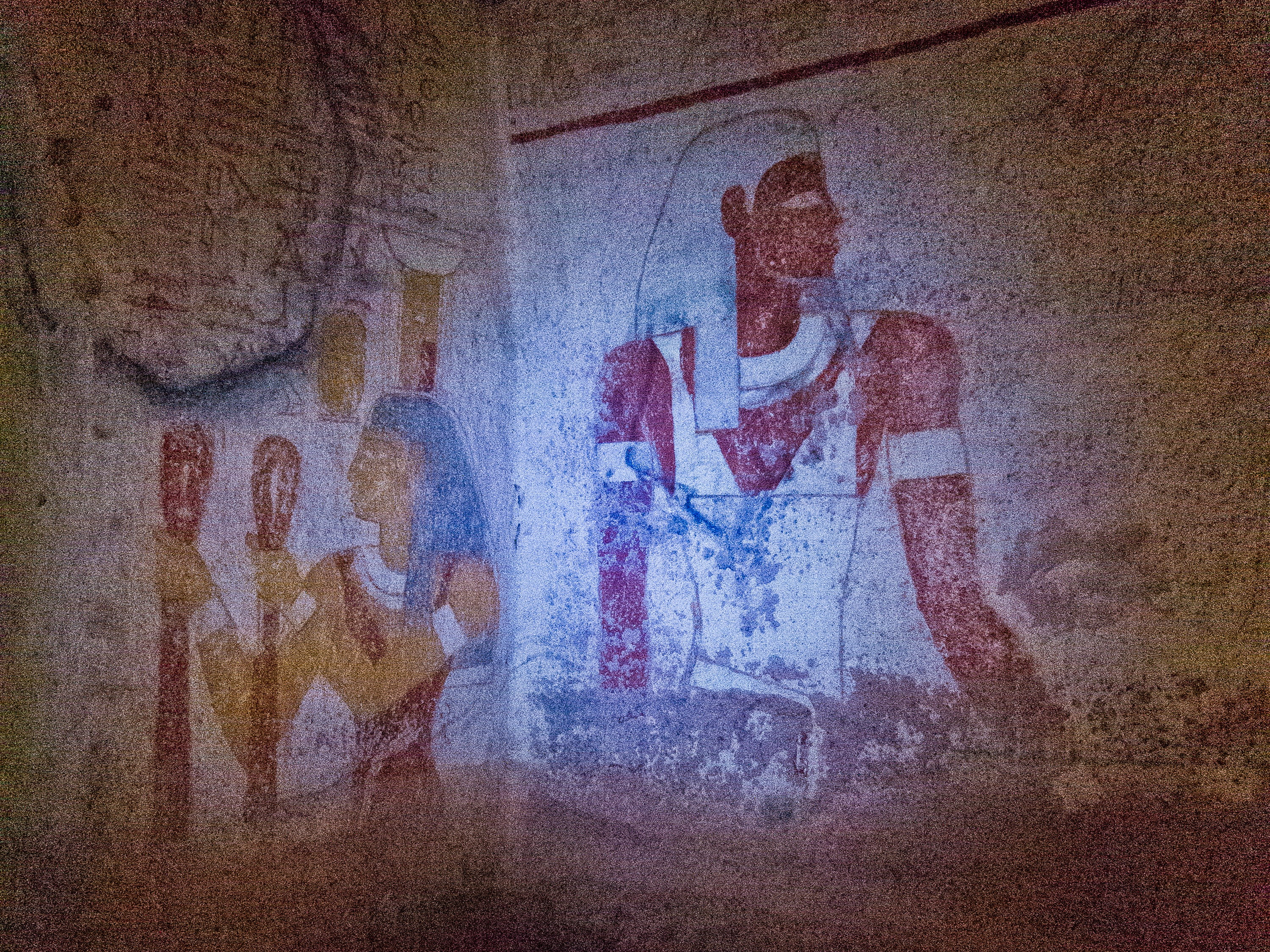
Caveau de Tanoutamon
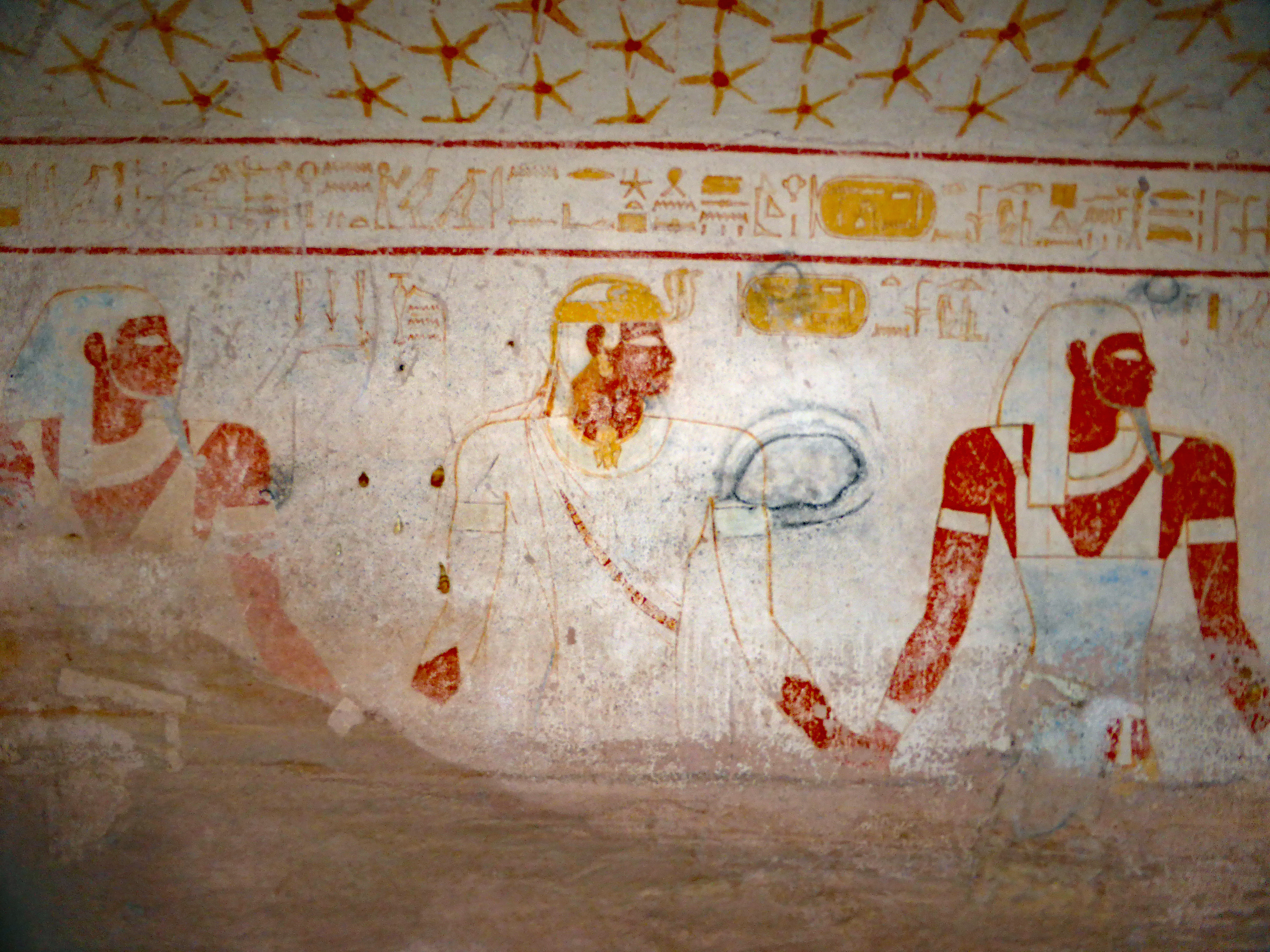
Tombe of Tanoutamon